# Bruno Geddo
Bruno Geddo (Novara, 1959) è un diplomatico e funzionario internazionale italiano.
Ha ricoperto diversi ruoli come Delegato dell’UNHCR, l'Alto commissariato delle Nazioni Unite per i rifugiati (ACNUR/UNHCR), nelle cui file ha operato per oltre 30 anni principalmente in Africa sub-sahariana, Nord Africa e Medio Oriente.

## Biografia
Laureato in giurisprudenza all'Università degli Studi di Milano nel 1983, ha svolto il suo primo incarico per l'UNHCR come Associate Protection Officer in Sudan, occupandosi della crisi dei rifugiati etiopici (1988-1991).
Geddo è stato in seguito Protection Officer in Tanzania (1991-1993), dove ha gestito il ritorno dei rifugiati ed esuli sudafricani fuggiti dal regime di apartheid, e avviato i preparativi per il rimpatrio volontario dei rifugiati mozambicani. Ha anche condotto il censimento dei rifugiati burundesi nei campi e pianificato la risposta umanitaria al primo afflusso di rifugiati somali.
Nel periodo 1994-1996, ha prestato servizio presso il quartier generale dell'UNHCR, a Ginevra, come Senior Legal Advisor dell'Africa Bureau per l’Africa Orientale ed il Corno d'Africa, la regione dei Grandi Laghi e l’Africa Australe.
Dal 1997 al 2001, è stato Assistant Regional Representative (Protection) in Sudafrica, con responsabilità per le questioni relative ai rifugiati nell’Africa Australe (Angola, Botswana, Lesotho, Madagascar, Mozambico, Namibia, Swaziland, Zimbabwe). Tra le mansioni svolte in Sud Africa, Bruno Geddo ha rappresentato l’UNHCR nella commissione di esperti che ha redatto la bozza della legislazione nazionale sui rifugiati del 1998; inoltre è stato consulente tecnico del Ministero degli Interni sudafricano per il rafforzamento della procedura di gestione delle domande d’asilo, ed ha assistito la Commissione Nazionale per i Diritti Umani nell’attuazione della campagna nazionale di contrasto alla xenofobia.
Ha trascorso i successivi quattro anni a Ginevra (2001-2004), alla testa della Legal Advice Unit dell’Africa Bureau, predisponendo documenti giuridici e pareri legali sul diritto internazionale dei rifugiati e le politiche di protezione all’attenzione dei livelli direttivi.
Dal 2005 al 2008, Bruno Geddo è stato UNHCR Representative nella Repubblica Centrafricana, dove ha guidato la risposta alla crisi degli sfollati interni in base alla riforma del sistema di coordinamento umanitario delle Nazioni Unite. Simultaneamente, ha gestito l’assistenza per i profughi della Repubblica Democratica del Congo alloggiati nei campi ed il sostegno per i rifugiati urbani provenienti da Burundi, Ruanda e Repubblica del Congo, e organizzato il rimpatrio volontario dei rifugiati ciadiani, congolesi e sudanesi.
Geddo ha anche effettuato una serie di missioni speciali in Darfur (Sudan) per gli sfollati sudanesi e i rifugiati ciadiani; Limpopo (Sud Africa) per i rifugiati e i migranti dello Zimbabwe; e Dadaab (Kenya) per i rifugiati somali, all’epoca la più grande struttura del mondo, con circa mezzo milione di residenti suddivisi in sei campi.
Nel 2009 Bruno Geddo ha assunto il ruolo di UNHCR Representative per la Somalia, guidando la risposta umanitaria dell'organizzazione alle molte crisi di sfollamento interno, ed occupandosi di rifugiati urbani e migranti dal Puntland e dal Somaliland. Inoltre, Geddo ha iniziato la pianificazione per un possibile ritorno dei rifugiati somali dal Kenya e da Gibuti, e lanciato il programma d’integrazione locale degli sfollati in Somalia centrale, basato sulla costruzione di alloggi permanenti finanziati dal Peacebuilding Fund dell’ONU. Nel 2011-2012, nel contesto del sistema di coordinamento umanitario delle Nazioni Unite, ha condotto la risposta di emergenza dell'UNHCR alla carestia che aveva colpito la Somalia centro-meridionale, la più grave dal 1992.
Nel 2013, Bruno Geddo è passato allo Yemen come UNHCR Representative a.i. occupandosi sia di rifugiati che di situazioni di sfollamento interno, e di un ampio programma per rifugiati etiopi, eritrei e somali insediati nelle aree urbane. Si è occupato anche della continua crisi migratoria dal Corno d'Africa alla penisola arabica, in cui lo Yemen era lo snodo. In questo contesto, ha condotto i preparativi per la prima conferenza internazionale sulla migrazione mista nei paesi del Golfo, organizzata dal governo yemenita con il sostegno dell’UNHCR.
Geddo è stato successivamente nominato UNHCR Representative in Mauritania (2014-2015) dove si è occupato dei profughi Touareg nei campi del Sahel e della loro partecipazione al processo di pace in Mali in vista di un eventuale rimpatrio volontario.
UNHCR Representative in Iraq nel 2015-2019, Bruno Geddo ha guidato la preparazione e la risposta dell’ACNUR alle molte crisi umanitarie dovute alla guerra di liberazione delle aree occupate dall’ISIS, nel quadro del piano di risposta umanitaria delle Nazioni Unite.
Complessivamente, cinque milioni di sfollati interni sono stati registrati nell'arco di quattro anni (di cui un milione evacuati dalla sola Mosul) una delle più grandi e complesse crisi umanitarie recenti.
Geddo ha in seguito diretto l’operazione dell'UNHCR per sostenere il reinserimento delle famiglie di sfollati che avevano iniziato a tornare nelle loro aree di origine dopo la fine della guerra contro l’ISIS, attraverso sovvenzioni, ricostruzione delle abitazioni e recupero delle infrastrutture primarie. In parallelo, ha gestito il programma dell'UNHCR per fornire protezione e assistenza a 230.000 rifugiati siriani nella regione del Kurdistan iracheno, e 10.000 profughi palestinesi nell'Iraq centro-meridionale.
A conclusione del suo lavoro con l’UNHCR, Bruno Geddo ha scritto un libro, “La strada in salita - Trent’anni sul fronte umanitario con le Nazioni Unite” (Albatros il Filo 2021, 400 pagine, 17,50 euro). Il libro racconta il lavoro umanitario in presa diretta sul campo. Il testo è arricchito da descrizioni, personaggi e aneddoti che accompagnano il lettore in un viaggio immaginario attraverso paesi e popoli, ambienti e culture tra Africa e Medio Oriente.
Il libro riflette anche su problematiche fondamentali del nostro tempo che condizionano i movimenti migratori (guerra, persecuzione, povertà) o ne sono influenzate (sicurezza, lavoro, identità). E contiene una disamina approfondita della questione migratoria in Italia.
Il filo conduttore di tutta l’opera è l’esperienza internazionale dell’autore come funzionario e diplomatico delle Nazioni Unite, con uno sguardo personale su eventi e fenomeni che hanno contrassegnato la nostra storia recente e continuano a suscitare accese discussioni sulle risposte più adeguate, sia a livello politico sia nell’opinione pubblica.
L’originalità di questa proposta sta in un format che intreccia autobiografia, memoir, narrativa e saggistica, parlando simultaneamente alla mente e al cuore del lettore, affrontando problemi e suscitando emozioni. Il taglio divulgativo, ma articolato, rende più accessibili temi complessi che non tutti avvicinerebbero in un volume per addetti ai lavori.